# Lana Lang (Smallville)
Lana Lang est un personnage fictif de la série télévisée Smallville, interprété par Kristin Kreuk.

## Biographie fictive
Lana est une adolescente populaire et qui sort avec un garçon également des plus populaires, Whitney Fordman, qui joue au football dans l'équipe des Crows. Sous cette apparence de fille très jolie à la réputation forgée, elle est en fait très affectée par la mort de ses parents, à la suite d'une pluie de météorite en 1989. Elle finira par devenir très proche de Clark Kent, son voisin, et elle se confiera régulièrement à lui. Lana surmonte beaucoup d'épreuves surnaturelles, et n'est pas indifférente aux départs précipités de Clark.
Son petit ami Whitney décidant de partir pour être engagé dans les Marines la rend triste, mais elle trouve un peu de réconfort auprès de Clark, et finit par sortir avec ce dernier. Mais Lex Luthor tombe amoureux de la belle Lana, et celle-ci en ayant assez des mensonges quotidiens de Clark, décide de rompre avec lui. Plus tard, elle embrasse Lex, et finit par sortir avec lui officiellement. Plus tard, elle s'apprête à l'épouser; mais découvrant les pouvoirs de Clark, elle en retombe amoureuse en comprenant son comportement passé. Le père de Lex, Lionel Luthor, décide alors de prendre les choses en main, et menace Lana : il lui dit que si elle n'épouse pas Lex, il tuera Clark; Lana prend peur et décide de se marier avec Lex pour le bien de Clark. Quelques jours après la perte de son bébé, elle quitte Lex. Ce dernier la frappe en plein visage, et Lana fuit Smallville. Juste avant, elle téléphone à Lionel pour l'avertir, mais ce dernier tente de l'empêcher de monter dans sa voiture. Il est trop tard : Lana monte dedans et la voiture explose. Il s'avère cependant qu'il s'agissait d'un clone que Lex avait créé et non Lana elle-même. Elle se cache en Chine, puis revient et se remet une nouvelle fois avec Clark. 
Par la suite, elle fonde grâce à l'argent de son divorce l'association ISIS, qui en apparence aide les kryptomonstres. En réalité, elle s'en sert d'une couverture pour espionner son ex-mari sans en parler à Clark. Elle finira par le lui révéler (où plutôt à Bizarro, l'ennemi de Clark qui lui ressemble en tous points). Ce dernier prendra en effet sa place auprès de Lana pendant un court moment, ce qui entraînera une période d'ombre dans leur relation car Clark lui en voudra de ne pas avoir fait la différence entre lui et le fantôme; d'autant que cette dernière révèle avoir été plus heureuse avec le clone qui se montrait plus attentionné.
Lana fait également l'expérience des pouvoirs de Clark à la suite d'un accident, ce qui la rendra froide et calculatrice, et précipitera aux sommets son désir de vengeance pour Lex.
Lana tombe ensuite dans un coma étrange et inconnu par la faute de Brainiac, et Clark tente tout pour la guérir. À la fin de la saison 7, Lana quitte Smallville et fait ses adieux à Clark au moyen d'une vidéo lui expliquant qu'elle est partie car elle pensait qu'elle le rendait faible, et lui demande de ne pas essayer de la retrouver, ce qui anéantit ce dernier.
Dans la 8e saison de Smallville, Lana revient enfin, mystérieuse. On apprend par la suite qu'elle n'a jamais quitté Smallville de son plein gré, mais que c'est Lex qui l'avait kidnappée. Elle s'était enfuie et a subi un entraînement intensif pour devenir plus forte et plus résistante. Elle revêt par la suite l'armure Prometheus, destinée à Lex. Elle devient alors invincible et décide de faire le bien, aux côtés de Clark. Malheureusement, l'armure Prometheus étant faite pour absorber la Kryptonite afin d'affaiblir Clark, elle se voit contrainte d'absorber une grande quantité de Kryptonite pour désamorcer une bombe posée sous les ordres de Lex sur le toit du Daily Planet. Faisant désormais souffrir Clark physiquement par sa seule présence, et ne supportant pas de le voir sans le toucher, elle décide de quitter Metropolis pour toujours. Ils échangent un dernier baiser malgré le malaise de Clark.
Dans l'épisode Valkyrie de la saison 11 (comics), Lois Lane part en Afrique pour faire un reportage, elle découvre alors que Lana Lang utilise ses pouvoirs pour libérer des enfants.